# Hydropsyche frisoni
Hydropsyche frisoni är en nattsländeart som beskrevs av Ross 1938. Hydropsyche frisoni ingår i släktet Hydropsyche och familjen ryssjenattsländor. Inga underarter finns listade i Catalogue of Life.